# جنكيز خان (فرقة موسيقية)

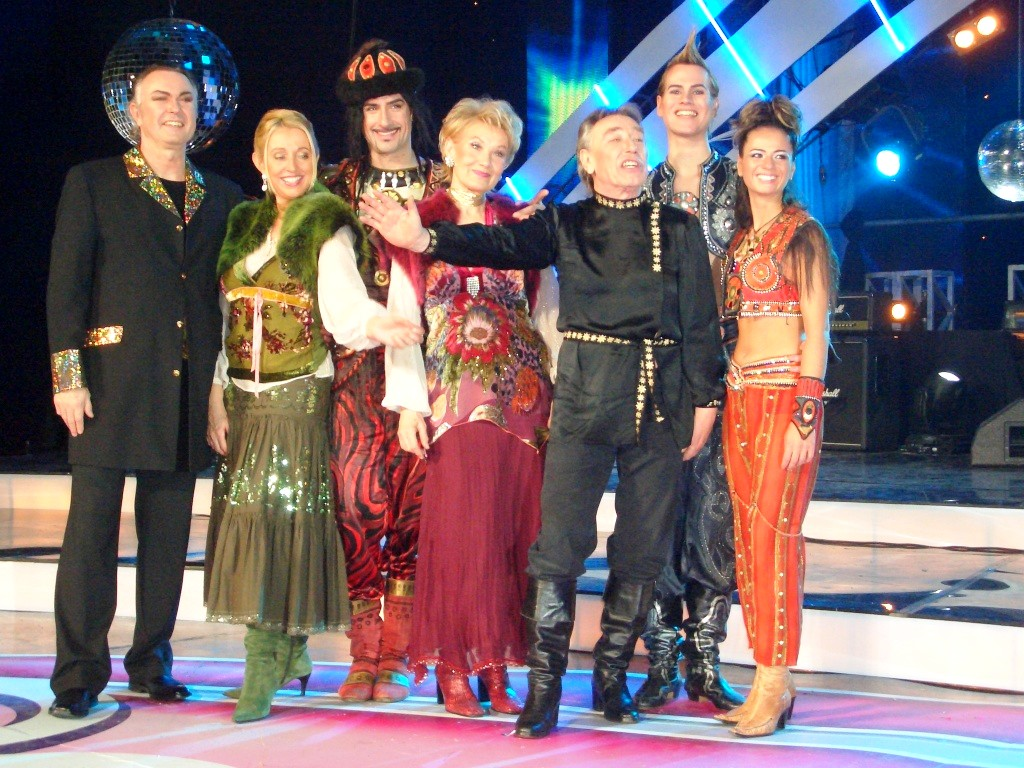
2005: Wolfgang Heichel, Henriette Strobel, Stefan Track, Edina Pop, Steve Bender, Daniel Käsling, Ebru Kaya

جنكيز خان (بالألمانية: Dschinghis Khan) كانت تحت قيادة المنتج الألماني رالف زيغل فرقة موسيقية ألمانية. كانت أغانيهم الكبيرة والتي أخذت شهرة هي «جنكيز خان» و«موسكو» عام 1979.
الراقص والرجل الأول لويس بوتجييتير، مات من الإيدز في عام 1993، بينما المغني ستيف بيندر (اسمه الحقيقي: كارل هاينز بندر) توفي بالسرطان في 2006

## الأعضاء
الأعضاء الذين ينتمون للفرقة
- ستيفي بيندر
- فولفغانغ هايشل
- ليزلي ماندوكي
- إيدينا بوب
- لويس هندريك
- هينريتي شتروبل

## تاريخ الفرقة
أصبحت هذه الفرقة معروفة من خلال أغنيتهم جنكيز خان التي حازت على المرتبة الرابعة في مسابقة يوروفيجن للأغاني عام 1979. بعد هذا النجاح الكبير تلاها نجاحات لأغاني أخرى مثل (موسكو، الخائن) والتي تم إنتاج أغلبها أيضا بالنسخة الإنجليزية. عدا ألمانيا لاقت أيضا الفرقة نجاحا كبيرا وبشكل خاص في الاتحاد السوفيتي، أستراليا، اليابان

## وصلات خارجية
- جنكيز خان على موقع IMDb (الإنجليزية)
- جنكيز خان على موقع ميوزك برينز (الإنجليزية)
- جنكيز خان على موقع ديسكوغز (الإنجليزية)
- الموقع الرسمي